# Michael Kipyego
Michael Kipkorir Kipyego (2 ottobre 1983) è un ex mezzofondista, siepista e maratoneta keniota.

## Biografia
Nel 1999 è arrivato ottavo nei 3000 m con il tempo di 8'22"17 ai Mondiali allievi. Nel 2002 si è piazzato in dodicesima posizione nella gara juniores dei Mondiali di corsa campestre, vincendo nell'occasione anche la medaglia d'oro a squadre; ha partecipato anche ai successivi Mondiali di corsa campestre (questa volta nella gara seniores), arrivando quarto nella gara del cross corto e vincendo un'ulteriore medaglia d'oro a squadre. Sempre nel 2002 ha inoltre vinto una medaglia d'oro ai Mondiali juniores nei 3000 siepi.
Nel 2007 ha partecipato ad un ulteriore Mondiale di corsa campestre, arrivando sesto nella gara del cross lungo e vincendo la sua terza medaglia d'oro a squadre; l'anno seguente ha invece conquistato una medaglia d'argento nei 3000 siepi ai Campionati africani. Nel 2011 si è piazzato in venticinquesima posizione con il tempo di 2h17'47" alla maratona dei Mondiali di Mosca.

## Palmarès
| Anno | Manifestazione      | Sede        | Evento         | Risultato | Prestazione | Note |
| ---- | ------------------- | ----------- | -------------- | --------- | ----------- | ---- |
| 1999 | Mondiali allievi    | Bydgoszcz   | 3000 m piani   | 8º        | 8'22"17     |      |
| 2002 | Mondiali di cross   | Dublino     | Corsa juniores | 12º       | 24'10"      |      |
| 2002 | Mondiali di cross   | Dublino     | A squadre      | Oro       | 18 p.       |      |
| 2002 | Mondiali juniores   | Kingston    | 3000 m siepi   | Oro       | 8'29"54     |      |
| 2003 | Mondiali di cross   | Losanna     | Corsa breve    | 4º        | 11'18"      |      |
| 2003 | Mondiali di cross   | Losanna     | A squadre      | Oro       | 14 p.       |      |
| 2007 | Mondiali di cross   | Mombasa     | Corsa seniores | 6º        | 37'04"      |      |
| 2007 | Mondiali di cross   | Mombasa     | A squadre      | Oro       | 29 p.       |      |
| 2008 | Campionati africani | Addis Abeba | 3000 m siepi   | Argento   | 8'32"94     |      |
| 2013 | Mondiali            | Mosca       | Maratona       | 25º       | 2h17'47"    |      |

## Campionati nazionali
2002
- Argento ai campionati kenioti juniores di corsa campestre - 24'11"

2003
- 5º ai campionati kenioti di corsa campestre, cross corto - 11'17"

2008
- 14º ai campionati kenioti di corsa campestre - 39'28"

## Altre competizioni internazionali
2000
- 5º alla Van den Bergloop ( Heinenoord) - 30'14"

2002
- 16º al Cross de l'Acier ( Leffrinckoucke) - 32'03"
- 5º alla Warandeloop ( Tilburg) - 30'14"

2003
- 4º al Sylvestercross ( Soest) - 33'41"
- 4º al Cross Internacional de Venta de Baños ( Venta de Baños) - 30'14"

2004
- 5º al Cross Internacional del Calzado ( Fuensalida) - 34'57"

2007
- Bronzo alla Corrida de l'Est Républicain ( Heillecourt), 8,8 km - 24'26"
- Bronzo al Cross Internacional de Venta de Baños ( Venta de Baños) - 30'44"

2008
- Oro al DN Galan ( Stoccolma), 3000 m siepi - 8'17"17
- Bronzo al Weltklasse Zürich ( Zurigo), 3000 m siepi - 8'09"05
- 4º al Cross Internacional Juan Muguerza ( Elgoibar) - 32'18"

2009
- 6º al Great Edinburgh Crosscountry ( Edimburgo) - 27'06"

2010
- 6º alla Tout Rennes Court ( Rennes) - 28'41"
- Argento al Cross Internacional Juan Muguerza ( Elgoibar) - 32'47"
- 30º al Nairobi International Crosscountry ( Nairobi) - 37'00"

2011
- 6º alla Maratona di Rotterdam ( Rotterdam) - 2h11'03"
- Bronzo alla Maratona di Eindhoven ( Eindhoven) - 2h06'48"
- 8º alla Mezza maratona di Lille ( Lilla) - 1h02'08"

2012
- Oro alla Maratona di Tokyo ( Tokyo) - 2h07'37"
- 13º alla Maratona di Chicago ( Chicago) - 2h10'02"

2013
- Argento alla Maratona di Tokyo ( Tokyo) - 2h06'58"
- 7º alla Mezza maratona di Kochi ( Kochi) - 1h05'27"

2014
- 4º alla Maratona di Tokyo ( Tokyo) - 2h06'58"
- 17º alla Maratona di New York ( New York) - 2h20'00"
- Oro alla Maratona di Bucarest ( Bucarest) - 2h13'37"

2015
- 12º alla Maratona di Toronto ( Toronto) - 2h16'53"
- 20º alla FNB OneRun ( Città del Capo), 12 km - 36'38"

2016
- 20º alla Maratona di Boston ( Boston) - 2h27'02"